# Коукал фіолетовий
Коука́л фіолетовий (Centropus violaceus) — вид зозулеподібних птахів родини зозулевих (Cuculidae). Ендемік Папуа Нової Гвінеї.

## Опис
Довжина птаха становить 64 см, вага 500 г. Забарвлення повністю синювато-чорне з фіолетовим відблиском. Хвіст довгий, широкий. Райдужки червоні, навколо очей кільця сіруватої голої шкіри. Дзьоб чорний, лапи сіі або рогові. У молодих птахів верхня частина тіла тьмяно-чорна, крила і хвіст фіолетові, нижня частина тіла темно-сіра, райдужки світло-сірі.

## Поширення і екологія
Фіолетові коукали мешкають на островах Нова Британія і Нова Ірландія в архіпелазі Бісмарка. Вони живуть у вологих рівнинних тропічних лісах. Зустрічаються переважно на висоті до 760 м над рівнем моря. Живляться великими комахами, равликами і дрібними жабками. Сезон розмноження триває з листопада по січень.